# Tom Schuman

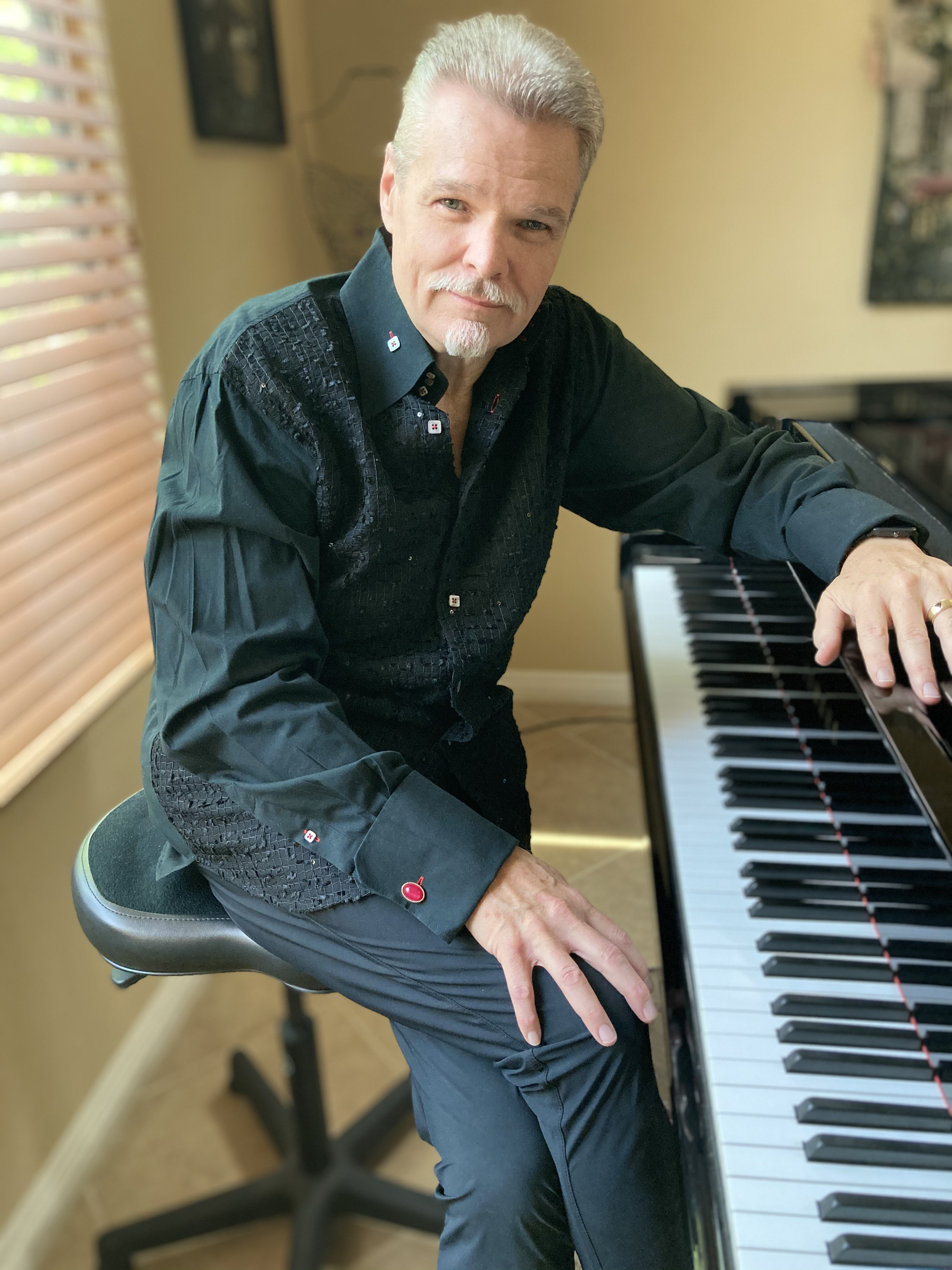
Tom Schuman

Tom Schuman (*  31. Januar 1958 in Buffalo, New York) ist ein US-amerikanischer Jazz- und Fusion-Pianist.
Der Vater Wally Schuman war ein Jazzbassist, die Mutter Marion Schuman eine Jazzsängerin. Erste Auftritte erfolgten mit der Band „The Existing Reality“ und später mit der Jazzband „Birthright“. Mit dieser Formation tourte Tom Schuman als 16-Jähriger auch durch Europa auf Promo mit der Schallplatte Breath of Live. Seit Beginn der Gründung der Fusion-Gruppe Spyro Gyra war Schuman neben dem Gründungsmitglied und Pianisten Jeremy Wall bei Jam-Sessions dabei, ab 1978 festes Mitglied, Keyboarder und Komponist von Spyro Gyra. Schuman betreibt die eigene Produktionsfirma „JazzBridge Music LLC“ und die „SchuBox Studios“. Er hat bislang sechs CD-Produktionen unter seinem Namen herausgegeben.

## Diskografie
Mit Spyro Gyra, siehe dort
Soloprojekte
- Extremities – 1990
- Into Your Heart – 2002
- Schuman Nature – 2003
- Deep Chill – 2006
- Reflections Over Time – 2010
- Designated Planets – 2013

## Auszeichnungen
Schuman erhielt u. a. vier Grammy Awards zusammen mit Spyro Gyra für die Alben Wrapped in a Dream, Good to Go-Go, A Night Before Christmas und Down the Wire.